# Укили, Яссин
Яссин Укили (исп. Yassin Oukili; род. 3 января 2001, Амерсфорт, Утрехт) — марокканский футболист, полузащитник португальского клуба «Каза Пия».

## Клубная карьера
Укили — воспитанник клубов «Влётен», «Алфенс Бойз» и «Витесс». 14 декабря 2019 года в матче против «Твенте» он дебютировал в Эредивизи в составе последнего. В 2021 году Укили перешёл в «Валвейк». 21 августа в матче против «Херенвена» он дебютировал за новую команду. 1 февраля 2023 года в поединке против «Гоу Эхед Иглз» Яссин забил свой первый гол за «Валвейк».
Летом 2025 года перешёл в португальский клуб «Каза Пия».